# Joseph Epstein
Pour les articles homonymes, voir Epstein.
Ne doit pas être confondu avec Joseph Ebstein.
Joseph Epstein, dit Colonel Gilles, né le 16 octobre 1911 à Zamość (Pologne), alors dans l'Empire russe, et fusillé au fort du Mont-Valérien (France) le 11 avril 1944, est un militant juif communiste et résistant. Dirigeant des FTP-MOI à Paris, outre le surnom de colonel Gilles, il porte différents noms de guerre : Joseph Andrej, Joseph Estain, Joseph ou encore André Duffau.

## Biographie

### Jeunesse polonaise, premiers engagements politiques et émigration en France
Joseph Epstein appartient à une famille de culture yiddish. Il est né le 16 octobre 1911 à Zamość en Pologne. 
Issu d'une famille juive polonaise aisée (son père est directeur d’une briqueterie), apparenté au grand écrivain yiddish Isaac Leib Peretz, Joseph Epstein fréquente le lycée de Zamosc mais, intéressé par les problèmes sociaux, il se lie avec les « ouvriers de son père pour les organiser dans leurs luttes revendicatives », affirme David Diamant (Combattants, héros et martyrs de la Résistance, p. 17). À la Faculté de droit de Varsovie, il se destine à devenir avocat puis il entre en contact avec les étudiants révolutionnaires et adhéra au Parti communiste avec sa sœur. 
Dès son plus jeune âge, il participe, dans les rangs du Parti communiste de Pologne, à la lutte contre le gouvernement de Józef Piłsudski. Il poursuit par ailleurs des études de droit à l'université de Varsovie. 
La police l’arrête lors d’une prise de parole devant une usine. Il connaît la prison pour menées révolutionnaires. Libéré sous caution, Epstein quitte la Pologne pour la Tchécoslovaquie d’où il est aussitôt expulsé. Comme de nombreux émigrés politiques polonais, il décide de gagner la France, Pays des Lumières et des Droits de l'Homme à ses yeux et rejoint des compatriotes à Tours (Indre-et-Loire) en 1931. Inscrit à la Faculté de droit de Tours, il doit quitter la région à la suite d’une intervention de l’ambassade de Pologne. 
Avec sa femme Perla Grynfeld ou Paula Duffau, rencontrée à Tours en 1931, il part à Bordeaux où il termine ses études de droit en novembre 1935. Ses camarades étudiants le surnomment l'« Oracle ». Il se prépare à affronter le fascisme et s'organise politiquement. Il se structure en côtoyant les communistes et le Komintern et étudie De la guerre, de Carl von Clausewitz. Pour lui, la lutte contre le fascisme est imminente.

### Guerre d'Espagne (1936-1939)
Dès l’été 1936, Joseph Epstein se rend en Espagne pour combattre comme volontaire. Membre des Brigades internationales à leur création, il est grièvement blessé sur le front d’Irun et rapatrié en France. Pendant sa guérison, il participe à l'action de la compagnie maritime France-Navigation, laquelle est chargée du transport de l'aide à l'Espagne républicaine. Le Comité de secours au peuple espagnol en fait un de ses propagandistes jusqu’à son deuxième départ en Espagne, en janvier 1938. Désigné, à Albacete, comme commissaire politique auprès des Brigades internationales, il a, selon David Diamant, « exigé d’être envoyé au front ». Lieutenant, il commande une batterie d’artillerie dans le bataillon Dimitrov (brigade Anna Pauker) et, sous le pseudonyme de Joseph André, participe aux combats de l’Èbre. Cité à l’ordre du jour de la 3e division, il devient capitaine.  

### Seconde Guerre mondiale (période 1940-1944)
Engagé dans la Légion étrangère, il est fait prisonnier pendant la campagne de 1940. Il est envoyé dans un stalag en Allemagne, près de Leipzig, d'où il s'évade en décembre 1940 et rejoint la lutte clandestine en France auprès des Francs-tireurs et partisans (FTP).
Tout d'abord principal responsable, en 1942, des groupes de sabotage et de destruction (GSD) créés par les syndicats CGT dans les entreprises travaillant pour l'occupant, il prend la direction de l'ensemble des FTP de la région parisienne, en février 1943, sous le nom du colonel Gilles. Il a l'idée d'engager des commandos de quinze combattants à Paris, permettant de réaliser un certain nombre d'actions spectaculaires qui n'auraient pas été possibles avec les groupes de trois qui étaient la règle dans l'organisation clandestine depuis 1940. Il instaure ainsi une tactique de guérilla urbaine que mettent en œuvre les Francs-tireurs et Partisans  et les FTP-MOI.
Dénoncé par un traître, il est arrêté en gare d'Évry Petit-Bourg, après de nombreuses filatures, le 16 novembre 1943, en même temps que Missak Manouchian. Il est torturé pendant plusieurs mois. Atrocement blessé par les inspecteurs des Brigades spéciales, il évite les aveux précis, ne livre aucun nom, pas même son identité.  
Il ne figurait pas sur l'Affiche Rouge car il avait un « physique de bon aryen », les yeux bleus et les cheveux blonds, parlait français sans accent alors que l'enjeu idéologique était de jeter l'opprobre sur les judéos-bolcheviques métèques. Son allure et son image ne cadraient pas avec la propagande nazie et cette mise à l'écart fut une étape de son oubli après guerre. 
Il est fusillé au fort du Mont-Valérien avec 28 autres résistants, le 11 avril 1944. Le jour de son exécution, il aide un camarade à s'évader du camion qui les conduit au peloton d'exécution.
Entre 1940 et 1944, ce sont 4 400 Français fusillés par un peloton d'exécution allemand et 800 autres exécutés par la justice de Vichy. Joseph Epstein est un des FTPF exécutés par les occupants allemands le 11 avril 1944 au Mont Valérien où il rejoindra les 1 065 autres de la longue liste des tués au Mont-Valérien.

### Lettres d'adieu
Les lettres de Joseph Epstein représentent des documents d'archives pour connaître ce résistant. 

« Fresnes, le 11 avril 1944
Ma petite Paula bien-aimée,
Fidèle jusqu’au dernier, souffle à mon idéal, cet après-midi à 15 heures, je tomberai fusillé.
Je te laisse seule avec notre petit garçon chéri Je ne pense qu’à vous deux. Je vous aime tellement, je t’aime tellement, ma petite chérie. Je te demande pardon de tout le mal que j’ai pu te faire. Tu m’as donné tellement de bonheur. Maintenant j’y repense ; je revis ces instants de bonheur passés près de toi et près de notre petit garçon chéri. Sois courageuse, ma petite bien-aimée. Défends notre petit Microbe chéri Élève-le en homme bon et courageux. Et je t’en supplie ne lui donne pas un autre papa. Parle-lui souvent de moi, de son papa-car qui l’aime tellement, qui vous aime tellement.
Mes derniers instants, je veux les consacrer à vous. Je te revois, avec notre petit trésor dans les bras, m’attendre à la descente du car. J’entends son (sourire, barré dans le texte original) rire, je revois tes yeux de maman l’envelopper de tain de tendresse ; Je l’entends m’appeler « papa », « papa » Soyez heureux tous les deux et n’oubliez pas votre « papa-car »
Je saurai mourir courageusement et, face au peloton d’exécution, je penserai à vous, à votre bonheur et à votre avenir. Pensez de temps en temps un peu à moi
Du courage, ma Paula bien-aimée, II faut élever notre petit garçon chéri. II faut faire de lui un homme bon et courageux. Son papa lui laisse un nom sans tache. Aux moments de découragement, pense à moi, à mon amour pour vous deux, à mon amour immense qui ne vous quitte pas, qui va vous accompagner partout et toujours. Ma bien-aimée, ne te laisse pas abattre, tu seras à partir de 15 heures le papa et la maman de notre petit chéri.
Sois courageuse et encore une fois pardonne-moi le mal que je t’ai fait. Te dis, ma Paula bien-aimée, tout mon amour pour toi et notre petit Microbe chéri. Vous serre tous les deux dans mes bras. Vous embrasse de tout mon cœur.
Vive la France, Vive la liberté !
J. E. »

« Mon petit Microbe, mon fils,
Quand tu seras grand, tu liras cette lettre de ton papa. II l’a écrite 3 heures avant de tomber sous les balles du peloton d’exécution. Je t’aime tellement, mon petit garçon, tellement, tellement. Je te laisse seul avec ta petite maman chérie. Aime-la par-dessus tout.
Rends-la heureuse, si heureuse. Remplace ton papa-car auprès d’elle. Elle est si bonne ta maman, et ton papa l’aime tellement Console-la, mon petit garçon chéri, soutiens-la. Tu es tout maintenant pour elle. Donne-lui toute la joie. Sois bon et courageux.
Je tomberai courageusement, mon petit Microbe chéri, pour ton bonheur [et celui] de tous les enfants et de toutes les mamans. Garde-moi (et, rayé dans le texte original) un tout petit coin dans ton cœur. .
Un tout petit coin, mais rien qu’à moi. N’oublie pas ton papa-car. Mon petit fils chéri, je revois ta petite figure souriante, j’entends ta voix si gaie. Je te vois de tous, mes yeux. Tu es tout notre bonheur, le mien et celui de ta maman chérie.
Obéis à ta maman, aime-la par-dessus tout, ne lui cause jamais de chagrin. Elle a déjà tellement souffert. Donne-lui tellement de bonheur et de joie.
Mes derniers instants. Je ne pense qu’à toi, mon petit garçon chéri et à ta maman bien-aimée. Soyez heureux, soyez heureux dans un monde meilleur, plus humain. Vous dis encore une fois tout mon amours. Sois courageuse, ma petite Paula chérie. Aime ta maman par-dessus tout, mon petit garçon chéri, mon petit Microbe chéri. Sois bon et courageux, n’oubliez pas votre papa-car. Vous serre tous les deux dans mes bras. Vous embrasse de toutes mes forces, de tout mon cœur, votre papa-car.
Mes amitiés à tous nos amis. Je leur demande de t’aider, de vous aider et soutenir.
Joseph
Daniel - prend soin de ma petite Paula chérie et de mon petit Microbe adoré." »

### Sous son commandement
- Selon David Diamant, Epstein est le principal responsable des groupes de sabotage créés par la CGT. Le Parti communiste français clandestin lui confie d’importantes responsabilités en raison de ses capacités militaires et intellectuelles, dans la Résistance et en fait, en février 1943, le successeur de Lucien Carré à la tête de l’ensemble des Francs-tireurs et partisans (FTP) de la région parisienne, sous le nom de « Colonel Gilles ». Dans ces fonctions, il innove la technique de guérilla urbaine en abandonnant les groupes de trois au profit de formations renforcées d’une quinzaine de combattants, pour attaquer à la grenade ou au pistolet, ce qui semblent avoir permis de moindres pertes chez les partisans. Cette stratégie permet de sauver des vies de résistants. (source : Résistants, Missak Manouchian. L'ENGAGEMENT DES ÉTRANGERS, numéro hors série, Le Monde, février 2024)
- Il organise une série d’actions spectaculaires. Citons les plus marquantes : le 12 juillet 1943, vers 8 heures, heure du petit déjeuner, protégé par des groupes de protection, un FTP lance une grenade à l’intérieur de la grande salle du café de l’Hôtel de la Terrasse, avenue de la Grande-Armée réservé aux officiers allemands ; trois soldats furent blessés, dont deux graves ; le 5 octobre 1943, vers midi, place de l’Odéon, un combattant lança une grenade contre un détachement allemand d’une cinquantaine de soldats allemands, il y eut douze blessés dont cinq grièvement.
- René Rœckel (1909-1944), dit Rajac, lieutenant, au sein du détachement Alsace-Lorraine, commandant militaire de la région sud de Paris de septembre 1942 à juin 1943[5].

## Distinction et hommages nationaux

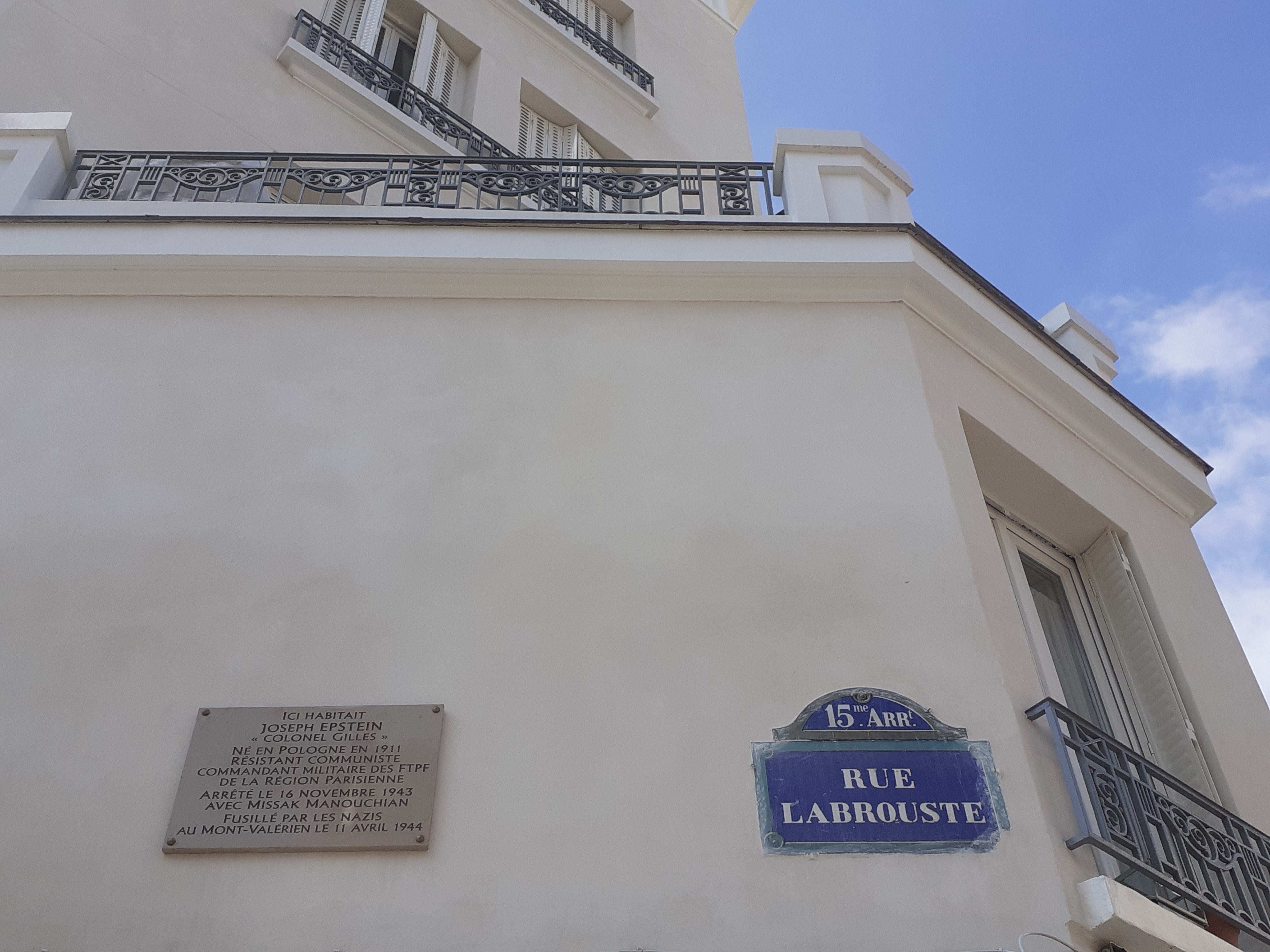
Plaque 2 rue Labrouste (Paris).

- Médaille de la Résistance française, à titre posthume par le décret du 31 mars 1947[6],[7].
- La Place Joseph-Epstein (20e arrondissement de Paris) est inaugurée en 2004.
- En 2018, une plaque commémorative est apposée au 2 rue Labrouste (15e arrondissement de Paris), où il vécut[1].

## Liste des membres du groupe Manouchian exécutés
La liste suivante des 23 membres du « groupe Manouchian » exécutés par les Allemands signale par la mention (AR) les dix membres que les Allemands ont fait figurer sur l'Affiche rouge. 
Le nom de chacun des 23 est gravé sur la plaque de la crypte et cité avec la mention « Mort pour la France » lors de l'entrée de Missak et Mélinée Manouchian au Panthéon le 21 février 2024,.

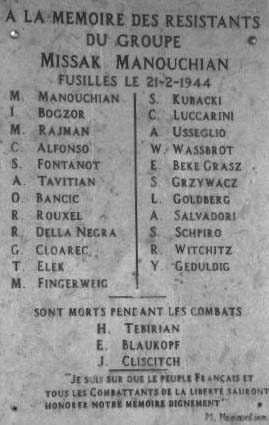
Mémorial de l'Affiche rouge à Valence.

- Celestino Alfonso (AR), Espagnol, 27 ans
- Olga Bancic, Roumaine, 32 ans, seule femme du groupe, elle n'est pas fusillée mais décapitée en Allemagne le 10 mai 1944
- Joseph Boczov [József Boczor; Wolff Ferenc] (AR), Hongrois, 38 ans - Ingénieur chimiste
- Georges Cloarec, Français, 20 ans
- Rino Della Negra, Italien, 19 ans
- Thomas Elek [Elek Tamás] (AR), Hongrois, 18 ans - Étudiant
- Joseph Epstein, polonais, 32 ans, il est le supérieur de Missak Manouchian ; arrêté avec lui il est fusillé au Mont-Valérien le 11 avril 1944
- Maurice Fingercwajg (AR), Polonais, 19 ans
- Spartaco Fontanot (AR), Italien, 22 ans
- Jonas Geduldig, Polonais, 26 ans
- Emeric Glasz [Békés (Glass) Imre], Hongrois, 42 ans - Ouvrier métallurgiste
- Léon Goldberg, Polonais, 19 ans
- Szlama Grzywacz (AR), Polonais, 34 ans
- Stanislas Kubacki, Polonais, 36 ans, interné à Fresnes un an auparavant, bien que fusillé avec eux il n'appartient pas au « Groupe Manouchian »
- Cesare Luccarini, Italien, 22 ans
- Missak Manouchian (AR), Arménien, 37 ans
- Arpen Tavitian, Arménien, 44 ans
- Marcel Rajman (AR), Polonais, 21 ans
- Roger Rouxel, Français, 18 ans
- Antoine Salvadori, Italien, 24 ans
- Willy Schapiro, Polonais, 29 ans
- Amedeo Usseglio, Italien, 32 ans
- Wolf Wajsbrot (AR), Polonais, 18 ans
- Robert Witchitz (AR), Français, 19 ans

### Filmographie
- L'Armée du crime de Robert Guédiguian, sorti en 2009.
- Joseph Epstein, bon pour la Légende de Pascal Convert, produit par Sodapéraga pour Arte.
- Les FTP-MOI dans la Résistance de Mourad Laffitte et Laurence Karsznia, produit par Images contemporaines.